# The Houses October Built
The Houses October Built – amerykański film fabularny z 2014 roku, wyreżyserowany przez Bobby'ego Roe. Roe jest także współautorem scenariusza oraz odtwórcą jednej z głównych ról aktorskich. Film przynależy do podgatunku „found footage”. Jego premiera odbyła się 10 października 2014. W 2017 roku premierę miał sequel, The Houses October Built 2.

## Obsada
- Brandy Schaefer − Brandy
- Bobby Roe − Bobby
- Zack Andrews − Zack
- Mikey Roe − Mikey
- Jeff Larson − Jeff
- Ian Roberts − Feaster Bunny
- Tansy Alexander − Trannyotomy
- Chloë Crampton − Porcelain
- Sam Munoz − Octane

## Opinie
Zdaniem redaktora witryny hisnameisdeath.com, The Houses October Built to jeden z piętnastu najlepszych horrorów 2014 roku. Sklasyfikowany jako jeden z dziesięciu najlepszych filmów o tematyce halloweenowej przez serwis AZN.pl.

## Nagrody i wyróżnienia
- 2014, Sitges − Catalonian International Film Festival:
  - nagroda Carnet Jove Jury w kategorii Midnight X-Treme (wyróżniony: Bobby Roe)[5]
- 2015, Macabre Faire Film Festival:
  - Nagroda Jury w kategorii najlepszy scenariusz filmu fabularnego[5]
  - Nagroda Jury w kategorii najlepsza aktorka w filmie fabularnym (Brandy Schaefer)[5]
  - Nagroda Widzów w kategorii najlepszy plakat filmu fabularnego (aut. Stockholm Design Lab)[5]